# 比内夫雷
比内夫雷，是西班牙加泰罗尼亚塔拉戈纳省的一个市镇。总面积26平方公里，总人口450人（2001年），人口密度17人/平方公里。